# Hedychium bijiangense
Hedychium bijiangense är en enhjärtbladig växtart som beskrevs av Te Lin Wu och Sen Jen Chen. Hedychium bijiangense ingår i släktet Hedychium och familjen Zingiberaceae. Inga underarter finns listade i Catalogue of Life.